# Castillo de Xiquena
El castillo de Xiquena es una fortaleza de origen islámico situada en Fontanares, pedanía del municipio de Lorca (Murcia) España. Es de los castillos del municipio de Lorca con menos restos conservados. Muchos autores argumentan que el nombre de Xiquena proviene del árabe Gikena o Gehenna y que significa "infierno". En cambio, otros le atribuyen un origen romano debido a una finca próxima. Está catalogado como Bien de Interés Cultural.
El castillo, erigido sobre un pequeño cerro cercano al río Corneros, tiene planta irregular y desde él se pueden divisar los castillos de Tirieza, Puentes, Vélez Rubio y Vélez-Blanco.
Fue tomado por la Corona de Castilla en 1433.
Por su progresivo deterioro se encuentra dentro de la lista roja de patrimonio en peligro.